# ラウロ・フレッド・カヴァゾス

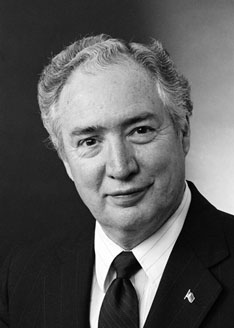
ラウロ・フレッド・カヴァゾス

ラウロ・フレッド・カヴァゾス（Lauro Fred Cavazos, 1927年1月4日 - 2022年3月15日）は、アメリカ合衆国の政治家、医学者、教育者。ヒスパニック系として初めて閣僚職に就き、ロナルド・レーガン政権からジョージ・H・W・ブッシュ政権にかけての1988年から1990年まで教育長官を務めた。動物学と生理学に精通し、大学学長および教授として医科学や医学教育に関する書籍を複数執筆した。また公衆衛生問題に関する国際的権威でもあった。

## 生涯
1927年1月4日、ラウロ・フレッド・カヴァゾスはテキサス州キングスヴィル近郊のキング牧場において誕生した。カヴァゾスは牧場主や牧場従業員に囲まれて幼少期を過ごした。
カヴァゾスはキングスヴィル地域の公立学校で学び、続いて第二次世界大戦終戦までの2ヶ月間を陸軍で過ごした。戦後、カヴァゾスはテキサス州へ戻り、一時的にテキサス農工大学に在籍した。カヴァゾスはその後、テキサス工科大学に転学した。カヴァゾスはテキサス工科大学で動物学の学士号を取得し、続いて動物細胞学の修士号を取得した。カヴァゾスはアイオワ州立大学の博士課程に進み、1954年に生理学の博士号を取得した。
1954年秋、カヴァゾスはヴァージニア医科大学において常勤の教員となった。カヴァゾスは以後10年わたってヴァージニア医科大学で解剖学を教えた。1964年、カヴァゾスはタフツ大学に移り、医学部での教職に就いた。カヴァゾスは1975年に医学部の学部長となった。カヴァゾスはまた、テキサス工科大学および同大学の健康科学センターにおいて非常勤の講師を務めた。
1980年、カヴァゾスはタフツ大学での16年に渡る教員生活に別れを告げ、母校テキサス工科大学に戻った。カヴァゾスはテキサス工科大学で学長として受け入れられた。カヴァゾスは学長職を務める間、同大学の健康科学センターも管理した。カヴァゾスには学長として強い権限が与えられていたが、異なる派閥とでも妥協を受け入れる傾向のある与し易い人物でもあった。
カヴァゾスは温和な人物であったが、確固とした信念を貫くことで支持を集めた。1984年、在任期間の規約に関する論争から、テキサス工科大学の教員はカヴァゾスに対する不信任決議を行った。だがカヴァゾスは平然と動かず、以降1988年まで学長にあり続けた。カヴァゾスは任期規約に関して、追加抗議を受け付けずにわずかな変更のみに留めた。その後カヴァゾスは教員側の賛同者としての評判を獲得したが、テキサス工科大学内では表立ってカヴァゾスの味方をする人物は見受けられなかった。
カヴァゾスは規模の大きな大学の学長として、間もなく自身の影響力を拡大させた。カヴァゾスは1980年代前半のうちに、医科学や医学教育に関する著書をいくつか出版した。またカヴァゾスは世界保健機関その他の国際的な厚生機関で顧問役を務めた。1984年、カヴァゾスはロナルド・レーガン大統領から、教育分野での優れた指導力を表彰する賞を授与された。
1988年、ロナルド・レーガン政権において保守派のベネット教育長官が辞任すると、レーガン大統領はカヴァゾスを後任の教育長官に指名した。カヴァゾスは1988年8月9日に任命を受け、9月20日に上院の承認を受けた。カヴァゾスはヒスパニック系として初めての閣僚ポストに就任した。この実績により、カヴァゾスはラテンアメリカ市民連盟から「National Hispanic Leadership Award」を贈られた。
2022年3月15日、マサチューセッツ州コンコードにて95歳で死去。

## 家族
ラウロ・フレッド・カヴァゾスは、テキサスに入植したメキシコ系移民の子孫6世であった。父親のラウロ・フラッド・カヴァゾス (Lauro Fred Cavazos, 1894-1958) はキング牧場で現場トップの牧場監督を務めていた。母親はトマサ・キンタニージャ (Tomasa Quintanilla) であった。弟のリチャード・カヴァゾスは陸軍大将であり、朝鮮戦争とベトナム戦争に参加した。
妻はテキサス工科大学時代に知り合ったペギー・アン・マードック (Peggy Ann Murdock) であり、カヴァゾスは妻ペギーとの間に子供を10人もうけた。